# Degrau (voleibol)
Degrau é uma jogada de ataque utilizada no voleibol. Ela ocorre quando o central simula um ataque para o seguinte fazer o ataque logo após dele. Assim, o atacante que vem por trás poderá fazer um ataque na hora que o bloqueio estiver na descedente.